# Okresní soud Praha-západ
Okresní soud Praha-západ je okresní soud se sídlem v hlavním městě Praze, ale s působností pouze pro obce především západně od ní. Pro hlavní město jsou jako okresní soudy zřízeny jednotlivé obvodní soudy. Odvolacím soudem je Krajský soud v Praze, okresní soud rozhoduje jako soud prvního stupně ve všech trestních a civilních věcech, ledaže jde o specializovanou agendu (nejzávažnější trestné činy, insolvenční řízení, spory ve věcech obchodních korporací, hospodářské soutěže, duševního vlastnictví apod.), která je svěřena krajskému soudu.

## Budova
Soud sídlí v klasicistní dvoupatrové budově bývalého paláce Lažanských z Bukové s pravidelným nádvořím v Karmelitské ulici na Malé Straně. Palác vznikl propojením čtyř původně samostatných renesančních měšťanských domů, po požáru však musel být v letech 1687–1688 postaven prakticky znovu na náklady Karla Maxmiliána Lažanského. V roce 1747 zde sídlilo Conservatorium, dívčí vychovávací ústav s kaplí P. Marie Bolestné na nádvoří, po roce 1784 budova sloužila gymnáziu s botanickou zahradou a později také dívčí industriální škole. V průběhu let byl objekt mnohokrát přestavován pro administrativní účely, zachoval si ale řadu klasicistních i barokních prvků. Půlkruhová okna a portály připomínají toskánské paláce, přízemí je bosováno, patra člení římsy a vstupní portál zdobí pilastry, za nímž se nachází trojlodní vestibul se čtyřmi kanelovanými sloupy. Nika v pravém křídle obsahuje rokokovou sochu sv. Jana Nepomuckého. Budova byla v roce 1964 zapsána jako nemovitá kulturní památka.

## Soudní obvod
Obvod Okresního soudu Praha-západ se zcela neshoduje s okresem Praha-západ, patří do něj území všech jeho obcí a navíc obce Dolany nad Vltavou. Konkrétně tedy:
Bojanovice •
Bratřínov •
Březová-Oleško •
Buš •
Černolice •
Černošice •
Červený Újezd •
Číčovice •
Čisovice •
Davle •
Dobrovíz •
Dobříč •
Dobřichovice •
Dolany nad Vltavou •
Dolní Břežany •
Drahelčice •
Holubice •
Horoměřice •
Hostivice •
Hradištko •
Hvozdnice •
Choteč •
Chrášťany •
Chýně •
Chýnice •
Jeneč •
Jesenice •
Jílové u Prahy •
Jíloviště •
Jinočany •
Kamenný Přívoz •
Karlík •
Klínec •
Kněževes •
Kosoř •
Kytín •
Lety •
Libčice nad Vltavou •
Libeř •
Lichoceves •
Líšnice •
Měchenice •
Mníšek pod Brdy •
Nučice •
Ohrobec •
Okoř •
Okrouhlo •
Ořech •
Petrov •
Pohoří •
Průhonice •
Psáry •
Ptice •
Roblín •
Roztoky •
Rudná •
Řevnice •
Řitka •
Slapy •
Statenice •
Středokluky •
Svrkyně •
Štěchovice •
Tachlovice •
Trnová •
Třebotov •
Tuchoměřice •
Tursko •
Úholičky •
Úhonice •
Únětice •
Velké Přílepy •
Vestec •
Vonoklasy •
Vrané nad Vltavou •
Všenory •
Zahořany •
Zbuzany •
Zlatníky-Hodkovice •
Zvole